# Tiroloscia squamata
Tiroloscia squamata là một loài chân đều trong họ Philosciidae. Loài này được Verhoeff miêu tả khoa học năm 1938.